# Frackville
Frackville es un borough ubicado en el condado de Schuylkill en el estado estadounidense de Pensilvania. En el año 2000 tenía una población de 4.361 habitantes y una densidad poblacional de 2,822 personas por km².

## Geografía
Frackville se encuentra ubicado en las coordenadas 40°47′01″N 76°14′01″O / 40.78361, -76.23361.

## Demografía
Según la Oficina del Censo en 2000 los ingresos medios por hogar en la localidad eran de $32,071 y los ingresos medios por familia eran $47,553. Los hombres tenían unos ingresos medios de $31,412 frente a los $21,836 para las mujeres. La renta per cápita para la localidad era de $18,587. Alrededor del 7.4% de la población estaba por debajo del umbral de pobreza.